# Randia micracantha
Randia micracantha är en måreväxtart som först beskrevs av Miguel Lillo, och fick sitt nu gällande namn av Nélida María Bacigalupo. Randia micracantha ingår i släktet Randia och familjen måreväxter. Inga underarter finns listade i Catalogue of Life.